# Vandellia stricta
Vandellia stricta är en tvåhjärtbladig växtart som först beskrevs av Pu Chiu Tsoong och Tsue Chih Ku, och fick sitt nu gällande namn av Fischer, Schäferhoff och Müller. Vandellia stricta ingår i släktet Vandellia och familjen Linderniaceae. Inga underarter finns listade i Catalogue of Life.